# رجل غني فقير جدا (مسلسل)
رجل غني فقير جداً مسلسل مصري اجتماعي أنتج سنة 2007، من بطولة محمد صبحي يمثل نظرة حول سلبيات وايجابيات المجتمع المصري في فترات زمنية مفترقة من خلال قصة محروس محفوظ الرجل الذي يفقد ثروتة فيضطر إلى تحويل قصة حياته إلى فيلم، ومن خلال هذا الفيلم يوضح حال المجتمع العربي بما فيه من فوضى، وتدور أحداث المسلسل في العديد من دول العالم.

## ممثلين
| - محمد صبحي:محروس محفوظ - وفاء صادق: فردوس/روعة حسني - محمد أبو داوود:بركات-سكرتير محروس - بسام رجب: وحيد- المحامي - محمد علي الدين:سعدون - أشرف شحاتة:زيزو أزية - بدرية طلبة: العالمة في الوادي - فايق عزب:الشيخ صالح - سيد الطيب:رجل من الحارة - فيولا:خالة نور - فاروق فلوكس: شفيق به - عنبر:نور صديقة محروس - عزت أبو عوف:لبيب السحلاوي | - حمدي السيد:عبد المتجلي - لمياء الأمير:زهرة زوجة لبيب - فادي خفاجة:صقر لبيب السحلاوي - محمود أبو زيد: حسني - والد روعة - ليلى جمال: بديعة - والدة روعة - نادية عزت:خيرية عمة محروس - غادة فلفل:مذهلة أخت روعة - شريف صبحي: بارع أخو روعة - صبري عبد المنعم:فرج زوج خيرية - نسرينا:رحمة محفوظ صديقة صقر - جميلة عزيز:فاطمة بنت عم محروس - أحمد سامي عبد الله:جد محروس | - نعيم عيسى:فهمي خال محروس - نورا السباعي:كوثر زوجة فهمي - شوقي طنطاوي: بسيط أخو كوثر - مجدي صبحي: ماهر - يوسف داوود: فايز - منتج أفلام - أحمد رفعت: م. حلمي عبد الله - كانان يوشيمورا:يوريكو-الزوجة اليابانية - ألييف عبد الخالق:كمال النصاب الروسي - إيرينا جولوفج:كاتيا -الزوجة الروسية - هناء الشوربجي: دليلة - الزوجة المصرية - محمد قشطة:مأمون زوج دليلة - محمد صلاح:حاج منسي | - لقاء سويدان:حورية مني-العمياء - شريف محسن:فضل أخو رحمة - نوران جاد:نوبكو الأبنة اليابانية - أمل حسين: دعجة - الزوجة الخليجية - شعيفان:خزاعة - ابن محفوظ ودعجة - صلاح الحسيني:محاسب لدى محروس - طارق سليمان:حمدي مطاوع - عصام رمضان:عنتر مساعد الفتوة - شيماء سبت:صيته- بنت أخت دعجة - عفاف مصطفى:قريبة محروس - حمدي الرملي:طه سفرجي محروس - ألفريد كمال: د. خيري |

الأطفال:
- كريم فكري صادق - رحمة سركيس - جومانا شاهين - شمس جاد - محمود محمد عبد الهادي.
- أشترك في التمثيل: علي أبو الفتوح - رشا سامي - ممدوح عقل - سامح أبو الغار - نوال سمير - ايناس منصور - عمرو توفيق - رانيا النجار - خالد ديب - ميشيل فايز - حسن صالح - يسري فهمي - عمرو أبو النصر - لينا رامز - عبيده أبو الورد - أمل أنور - ناني سعد الدين - صباح شحاتة - ليلى كامل - أحمد البرعي - ممدوح ياسين سحر منصور
- فريق العمل
- محمد صبحي: قصة وسيناريو وحوار ومخرج
- علي سعد: الموسيقى
- عاطف صبحي: موزع
- محمد عبدالهادي :تسجيل فيديو